# 서아시아 축구 연맹 여자 선수권 대회
서아시아 축구 연맹 여자 선수권 대회 혹은 WAFF 여자 챔피언십(영어: WAFF Women's Championship, 아랍어: بطولة اتحاد غرب آسيا للسيدات)은 서아시아 축구 연맹(WAFF)에 가맹한 축구 협회(연맹)의 여자 축구 국가대표팀이 참가하는 국제 축구 대회로 이 대회는 2005년에 설립되었으며 동일한 성격의 남자부 대회로 WAFF 챔피언십이 있다.

## 역대 대회 결과
서아시아 여자 선수권에서 정상에 오른 나라는 요르단과 아랍에미리트이다. 요르단은 총 네 번 우승컵을 들어올렸다. 뒤이어 아랍에미리트는 두 번 서아시아 챔피언에 등극하였다.
| 연도/회차      | 개최국       | 우승         | 점수              | 준우승     | 3위    | 점수              | 4위          |
| -------------- | ------------ | ------------ | ----------------- | ---------- | ------ | ----------------- | ------------ |
| 2005년 (제1회) | 요르단       | 요르단       | 리그전            | 이란       | 시리아 | 리그전            | 바레인       |
| 2007년 (제2회) | 요르단       | 요르단       | 리그전            | 이란       | 바레인 | 리그전            | 레바논       |
| 2010년 (제3회) | 아랍에미리트 | 아랍에미리트 | 1 - 0             | 요르단     | 바레인 | 3 - 0             | 팔레스타인   |
| 2011년 (제4회) | 아랍에미리트 | 아랍에미리트 | 2 - 2 (PSO 6 - 5) | 이란       | 바레인 | 0 - 0 (PSO 4 - 3) | 요르단       |
| 2014년 (제5회) | 요르단       | 요르단       | 리그전            | 팔레스타인 | 바레인 | 리그전            | 카타르       |
| 2019년 (제6회) | 바레인       | 요르단       | 리그전            | 바레인     | 레바논 | 리그전            | 아랍에미리트 |

## 국가별 참가 기록
| - 우승 - 준우승 - 3위 - 4위 | - 개최국 - † 초청국 |  |  |  |  |

| 대회국가     | 2005년 | 2007년 | 2010년 | 2011년 | 2014년 | 2019년 |
| ------------ | ------ | ------ | ------ | ------ | ------ | ------ |
| 레바논       | ×      | 3위    | ×      | 5위    | ×      | 3위    |
| 바레인       | 4위    | ×      | 3위    | 3위    | 3위    | 준우승 |
| 시리아       | 3위    | 4위    | ×      | 7위    | ×      | ×      |
| 아랍에미리트 | ×      | ×      | 우승   | 우승   | ×      | 4위    |
| 요르단       | 우승   | 우승   | 준우승 | 4위    | 우승   | 우승   |
| 이라크       | ×      | ×      | ×      | 8위    | ×      | ×      |
| 이란         | 준우승 | 준우승 | 5위    | 준우승 | ×      | ×      |
| 카타르       | ×      | ×      | ×      | ×      | 4위    | ×      |
| 쿠웨이트     | ×      | ×      | 6위    | ×      | ×      | ×      |
| 팔레스타인   | 5위    | ×      | 4위    | 6위    | 준우승 | 5위    |

## 국가별 통산 성적
서아시아 여자 선수권에서의 국가별 통산 성적은 다음과 같다.
- 순위 기준: 승점 > 진출 횟수 > 최고 성적 > 골득실 > 다득점 > 승자승.
- 2019년 서아시아 축구 연맹 여자 선수권 대회까지의 결과를 포함한다.

| 순위 | 국가         | 진출 횟수 | 경기 | 승 | 무 | 패 | 득점 | 실점 | 득실차 | 승점 | 최고 성적  |
| ---- | ------------ | --------- | ---- | -- | -- | -- | ---- | ---- | ------ | ---- | ---------- |
| 1    | 요르단       | 6회       | 23   | 19 | 2  | 2  | 105  | 13   | +92    | 59   | 우승 (3)   |
| 2    | 이란         | 4회       | 14   | 9  | 1  | 4  | 58   | 16   | +42    | 28   | 준우승 (3) |
| 3    | 바레인       | 5회       | 20   | 7  | 4  | 9  | 46   | 48   | -2     | 25   | 준우승 (1) |
| 4    | 아랍에미리트 | 3회       | 13   | 7  | 3  | 3  | 36   | 15   | +21    | 24   | 우승 (2)   |
| 5    | 팔레스타인   | 5회       | 14   | 4  | 2  | 12 | 32   | 75   | -43    | 14   | 준우승 (1) |
| 6    | 시리아       | 3회       | 10   | 2  | 0  | 8  | 8    | 50   | -42    | 6    | 3위 (1)    |
| 7    | 레바논       | 2회       | 6    | 2  | 0  | 4  | 9    | 19   | -10    | 6    | 3위 (1)    |
| 8    | 카타르       | 1회       | 3    | 0  | 0  | 3  | 2    | 19   | -17    | 0    | 4위 (1)    |
| 9    | 쿠웨이트     | 1회       | 2    | 0  | 0  | 2  | 0    | 24   | -24    | 0    | 6위 (1)    |
| 10   | 이라크       | 1회       | 2    | 0  | 0  | 2  | 0    | 19   | -19    | 0    | 8위 (1)    |

## 같이 보기
아시아의 5대 지역 축구 선수권 대회
- 남아시아 축구 연맹(SAFF): 남아시아 축구 연맹 선수권 대회 / 남아시아 축구 연맹 여자 선수권 대회
- 동아시아 축구 연맹(EAFF): EAFF E-1 풋볼 챔피언십 / EAFF E-1 풋볼 챔피언십 (여자부)
- 서아시아 축구 연맹(WAFF): 서아시아 축구 연맹 선수권 대회 / 서아시아 축구 연맹 여자 선수권 대회
- 동남아시아 축구 연맹(AFF): 동남아시아 축구 연맹 선수권 대회 / 동남아시아 축구 연맹 여자 선수권 대회
- 중앙아시아 축구 연맹(CAFA): 중앙아시아 축구 연맹 선수권 대회 / 중앙아시아 축구 연맹 여자 선수권 대회